# 村田一弘
村田 一弘（むらた かずひろ、1969年5月12日 - ）は、大分県出身の元サッカー選手、サッカー指導者。現役時代のポジションはディフェンダー。

## 来歴
国見高校在学中の1987年に第66回全国高等学校サッカー選手権大会で優勝した。高校卒業後は中央大学に進学するが、父死去に伴って1年で大学を中退する。故郷の長崎に帰り、三菱重工業の下請け会社で勤務していた。また、しばらくして九州リーグの三菱重工長崎サッカー部でプレーした。
Jリーグ入りを目指していたヤンマー（現：セレッソ大阪）のセレクションを受けて合格、1993年よりヤンマーに入団した。その後、C大阪及び大分トリニータでプレーした。
2000年に現役を引退し、翌2001年からは大分で指導者としてのキャリアを開始。2004年から2009年までは大分U-18の監督を務めた。
2010年より古巣のC大阪に戻り、トップチームヘッドコーチやU-18監督などを歴任。2020年からはC大阪U-23の監督に就任したが、約半年後の7月28日にU-23監督の退任と、アカデミー副ダイレクター兼U-18ヘッドコーチ就任が発表された。
2021年2月1日、ファジアーノ岡山U-18監督に就任。その後6月にフットボール本部アドバイザーに変更になったが、8月にFC刈谷の監督に就任。2022年を以て契約満了により刈谷の監督を退任した。

## 所属クラブ
- 国見高校
- 中央大学
- 三菱重工長崎
- 1993年 - 1997年 ヤンマー/セレッソ大阪
- 1998年 - 2000年 大分FC/大分トリニータ

## 個人成績
| 国内大会個人成績 | 国内大会個人成績 | 国内大会個人成績 | 国内大会個人成績 | 国内大会個人成績 | 国内大会個人成績 | 国内大会個人成績 | 国内大会個人成績 | 国内大会個人成績 | 国内大会個人成績 | 国内大会個人成績 | 国内大会個人成績 |
| 年度             | クラブ           | 背番号           | リーグ           | リーグ戦         | リーグ戦         | リーグ杯         | リーグ杯         | オープン杯       | オープン杯       | 期間通算         | 期間通算         |
| 年度             | クラブ           | 背番号           | リーグ           | 出場             | 得点             | 出場             | 得点             | 出場             | 得点             | 出場             | 得点             |
| 日本             | 日本             | 日本             | 日本             | リーグ戦         | リーグ戦         | リーグ杯         | リーグ杯         | 天皇杯           | 天皇杯           | 期間通算         | 期間通算         |
| ---------------- | ---------------- | ---------------- | ---------------- | ---------------- | ---------------- | ---------------- | ---------------- | ---------------- | ---------------- | ---------------- | ---------------- |
| 1993             | ヤンマー         |                  | 旧JFL            |                  |                  | -                | -                |                  |                  |                  |                  |
| 1994             | C大阪            |                  | 旧JFL            | 23               | 0                | 0                | 0                |                  |                  |                  |                  |
| 1995             | C大阪            | -                | J                | 36               | 0                | -                | -                |                  |                  |                  |                  |
| 1996             | C大阪            | -                | J                | 23               | 0                | 8                | 0                |                  |                  |                  |                  |
| 1997             | C大阪            | 14               | J                | 2                | 0                | 6                | 0                |                  |                  |                  |                  |
| 1998             | 大分             | 3                | 旧JFL            |                  |                  | -                | -                |                  |                  |                  |                  |
| 1999             | 大分             | 3                | J2               | 29               | 1                | 4                | 0                |                  |                  |                  |                  |
| 2000             | 大分             | 3                | J2               | 15               | 0                | 0                | 0                |                  |                  |                  |                  |
| 通算             | 日本             | 日本             | J1               | 61               | 0                | 14               | 0                |                  |                  |                  |                  |
| 通算             | 日本             | 日本             | J2               | 44               | 1                | 4                | 0                |                  |                  |                  |                  |
| 通算             | 日本             | 日本             | 旧JFL            | 55               | 0                | -                | -                |                  |                  |                  |                  |
| 総通算           | 総通算           | 総通算           | 総通算           | 160              | 1                | 18               | 0                |                  |                  |                  |                  |

## 指導歴
- 2001年 - 2009年 大分トリニータ
  - 2001年 - 2002年 ：U-18コーチ
  - 2003年 ：サテライトコーチ
  - 2004年 - 2009年 ：U-18監督
- 2010年 - 2020年 セレッソ大阪
  - 2010年 - 2014年 ：U-18ヘッドコーチ
  - 2014年 ：コーチ
  - 2015年 ：ヘッドコーチ
  - 2016年 - 2018年 ：アカデミー副ダイレクター兼U-18監督
  - 2019年 ：U-23コーチ
  - 2020年1月 - 7月：U-23監督
  - 2020年7月 - 12月：アカデミー副ダイレクター兼U-18ヘッドコーチ
- 2021年2月 - 7月 ファジアーノ岡山FC
  - 2021年2月 - 5月 U-18監督
  - 2021年6月 - 7月 フットボール本部アドバイザー
- 2021年8月 - 2022年 FC刈谷 監督